# Sicista pseudonapaea
Espèce
Statut de conservation UICN

 DD  : Données insuffisantes
Sicista kluchorica est une espèce de petit rongeur de la famille des Dipodidae.